# Yaws
Yaws (Yet another webserver) – serwer WWW napisany w języku Erlang. Język ten kładzie duży nacisk na współbieżność, wskutek czego Yaws szczególnie dobrze radzi sobie z realizacją dużej liczby równoległych żądań. Yaws może być zagnieżdżany w innych programach erlangowych. Serwer jest rozpowszechniany na licencji BSD.